# Ectasiocnemis elongata
Ectasiocnemis elongata es una especie de coleóptero de la familia Scraptiidae.

## Distribución geográfica
Habita en Japón.